# Encephalartos trispinosus
Encephalartos trispinosus là một loài thực vật hạt trần trong họ Zamiaceae. Loài này được (Hook.) R.A.Dyer mô tả khoa học đầu tiên năm 1965.